# Folli Follie

Logo

Folli Follie is een Grieks horloge- en sieradenmerk.
In 1982 hebben Dimitris Koutsolioutsos en zijn vrouw Ketty in Athene, Griekenland de eerste Folli Follie shop geopend. Zij verkochten betaalbare sieraden aan vrouwen van 20-40 jaar. In de jaren daarna zijn er accessoires zoals tassen, sjaals, etc. en horloges in het assortiment opgenomen.